# Самозванка (фильм)
«Самозванка» (хинди चोरी चोरी, Chori Chori) — индийский романтический фильм, снятый режиссёром Миланом Лутхрия и вышедший в прокат 1 августа 2003 года. Главные роли исполнили Рани Мукерджи и Аджай Девган. Картина не имеет никакой связи с одноимённым фильмом 1956 года. Сюжет позаимствован из голливудского фильма «Хозяйка дома» (1992). Слоган: «От ревности до любви всего один шаг».

## Сюжет
Архитектор Ранбир построил дом своей мечты и на его пороге сделал предложение своей подруге Пудже. Однако та ему отказала. Пытаясь это пережить, Ранбир рассказал о доме случайно встреченной официантке Кхуши. Когда на следующий день Кхуши выгнали из съёмной квартиры за неуплату, она решила переселиться в пустующий дом Ранбира. Встретив его семью она соврала им, что является невестой их сына. Вернувшийся Ранбир решил сначала выгнать самозванку, но потом подумал, что её помощью может вызвать ревность и вернуть Пуджу.

## В ролях
- Аджай Девган — Ранбир Мальхотра
- Рани Мукерджи — Кхуши
- Сонали Бендре — Пуджа
- Камини Каушал — Биджи, бабушка
- Тику Талсания — дядя Ранбира
- Смита Джайкар — миссис Мальхотра
- Кулбхушан Кхарбанда[англ.] — мистер Мальхотра
- Шашикала — тётушка, бездомная
- Садашив Амрапуркар — дядюшка, бездомный

## Саундтрек
| №  | Название         | Исполнители               | Длительность |
| -- | ---------------- | ------------------------- | ------------ |
| 1. | «Aate Aate»      | Бабул Суприйо, Алка Ягник | 4:01         |
| 2. | «Ruthe Yaar Nu»  | Аднан Сами, братья Сабри  | 4:52         |
| 3. | «Tu Mere Saamne» | Удит Нараян, Алка Ягник   | 4:26         |
| 4. | «Chori Chori»    | Алка Ягник                | 3:56         |
| 5. | «Kehna Hai»      | Кумар Сану, Алка Ягник    | 5:31         |
| 6. | «Amma Mere»      | Афроз Бано, Фарида Хан    | 4:18         |
| 7. | «Mehndi Mehndi»  | Алка Ягник                | 4:44         |
| 8. | «Main Ek Ladki»  | Сунидхи Чаухан            | 3:57         |

## Интрересные факты
- В процессе съёмок умер продюсер картины. В результате фильм пришлось выпустить только через год.
- Первый фильм Сонали Бендре после замужества. Второй проект режиссёра Милана Лутхрии после хитового фильма «Братские узы» (1999). Первая комическая роль Рани Мукерджи.
- Роль Кхуши должна была сыграть Карина Капур, однако, из-за проблем с датой выпуска фильма ей пришлось отказаться от проекта.